# Edison Chen
Edison Chen (陳冠希; pinyin: Chén Gūanxī) (ur. 7 października 1980 r. w Vancouver, Kanada) – piosenkarz, aktor z Hongkongu. Był członkiem grupy "Emperor Entertainment Group".
Rozpoczął swoją karierę od filmów: Infernal Affairs i Twins Effect.
Jest uważany za pierwszego piosenkarza pop, który zaszczepił kulturę hip-hop w Hongkongu. Jego utwór "香港地" (Hongkong Place – Miejsce Hongkong) wzywający wszystkich do jedności był wielkim przebojem w 2004 r.
Edison kontynuował swój styl w wydanym w 2005 r. albumie pod tytułem HAZY.
Na początku 2008 r. Edison stał się bohaterem skandalu. Po tym, jak oddał swojego laptopa do naprawy, do sieci wypłynęły jego prywatne zdjęcia zrobione w latach 2003-2006 podczas miłosnych igraszek z najpopularniejszymi aktorkami Hongkongu. Wśród nich były: Bobo Chan, Cecilia Cheung i Gillian Chung.
W wyniku skandalu Edison stracił wszystkie swoje kontrakty reklamowe i role filmowe, do których został zaangażowany. 21 lutego 2008 r. Chen ogłosił na konferencji prasowej, że kończy karierę w przemyśle rozrywkowym.
Edison mówi po angielsku, chińsku i japońsku.
Ma dwie siostry Olivię i Tricię.

## Filmografia
- Błąd w obliczeniach (2000)
- Dead or Alive 2: Birds (2000)
- Gliny (2000)
- Final Romance (2001)
- Dummy Mommy Without a Baby (2001)
- Dance of a Dream (2001)
- Princess D (2002)
- Nine Girls and a Ghost (2002)
- Infernal Affairs: Piekielna gra (2002)
- Chin gei bin (2003)
- Medalion (2003) [cameo]
- Infernal Affairs: Piekielna gra II (2003)
- The Spy Dad (2003)
- Infernal Affairs: Piekielna gra II (2003) [cameo]
- Sex and the Beauties (2004)
- Moving Targets (2004)
- Life, Translated (2004)
- Gong wu (2004)
- Ostrze róży (2004)
- A-1 Headline (2004)
- Mit (2005)
- Tau man ji D (2005)
- The Grudge 2 (2006)